# 31-я церемония «Грэмми»
31-я церемония вручения премий «Грэмми» состоялась 22 февраля 1989 года в Shrine Auditorium, Лос-Анджелес. Джазовый певец Бобби Макферрин за свою песню «Don't Worry, Be Happy» («Не беспокойся, будь счастлив!») получил 4 премии «Грэмми», включая две основные в категориях «песня года» и «запись года» (а также мужской поп-вокал и джазовое вокальное исполнение). Певица Трейси Чэпмен выиграла 3 премии. В новой хард-рок (вокальное или инструментальное исполнение) категории победила группа Jethro Tull. По 2 премии получили ирландская группа U2 и американская соул-певица Анита Бейкер.

## Основная категория
- Запись года
  - Linda Goldstein (продюсер) Бобби Макферрин за «Don't Worry, Be Happy»
- Альбом года
  - Джордж Майкл за альбом «Faith»
- Песня года
  - Бобби Макферрин за песню «Don't Worry, Be Happy»
- Лучший новый исполнитель
  - Трейси Чэпмен (другие номинанты: Backstreet Boys, Andrea Bocelli, Dixie Chicks, Натали Имбрулья)

## Классическая музыка

### Лучший классический альбом
- Robert Woods (продюсер), Robert Shaw (дирижёр) & the Atlanta Symphony Orchestra & Chorus за альбом Verdi: Requiem & Operatic Choruses

## Поп

### Лучшее женское вокальное поп-исполнение
- Трейси Чэпмен — «Fast Car»

### Лучшее мужское вокальное поп-исполнение
- Бобби Макферрин — «Don’t Worry, Be Happy»

### Лучшее вокальное поп-исполнение дуэтом или группой
- The Manhattan Transfer — «Brasil»

## R&B

### Лучшее женское вокальное R&B-исполнение
- Анита Бейкер — «Giving You the Best That I Got»

### Лучшее мужское вокальное R&B-исполнение
- Terence Trent D'Arby — «Introducing the Hardline According to Terence Trent D’arby»

## Джаз

### Лучшее мужское джаз-исполнение
- Бобби Макферрин — «Brothers»

## Кантри

### Лучшее исполнение кантри с женским вокалом
- K. T. Oslin — «Hold Me»

### Лучшее исполнение кантри с мужским вокалом
- Randy Travis — «Old 8x10»

### Лучшее вокальное исполнение кантри дуэтом или группой[англ.]
- The Judds — «Give a Little Love»

### Лучшее совместное вокальное исполнение кантри (дуэтом)
- Кэтрин Дон Ланг & Рой Орбисон — «Crying»

### Лучшее инструментальное исполнение кантри[англ.]
- Asleep at the Wheel — «Sugarfoot Rag»

### Лучшая кантри-песня
- K.T. Oslin (автор) — «Hold Me»